# Jeannette (waterschap)
Jeannette is een voormalig waterschap in de provincie Groningen.
Het waterschap lag ten westen van Muntendam, ter weerszijden van de Tolweg, ook wel Huismanlaan genoemd. De noordgrens lag 350 m ten zuiden van de Nieuweweg, de oostgrens lag achter de bebouwing van het dorp, de zuidgrens lag een kleine 200 m ten zuiden van de Tolweg en de westgrens lag op de weg met de naam Tripscompagnie.
Door de polder liepen drie wijken van de Tripscompagniesterdiep, die het schap in vieren verdeelde. Onder deze wijken lagen onderleiders in de hoofdwatergang die uitkwam bij de molen aan de noordgrens van het waterschap. Geertsema meldt dat voor de oprichting van het waterschap, het gebied door vijf molens werd bemalen.
In 1920 werd het waterschap De Vriendschap aan Jeanette toegevoegd. Waterstaatkundig gezien ligt het gebied sinds 2000 binnen dat van het waterschap Hunze en Aa's.

## Naam
Het verhaal wil dat het waterschap genoemd is naar de dochter of de vrouw van de uitbater van het café waar de oprichtingsvergadering van het waterschap plaatsvond.